# جامعة جنقاية
جامعة جنقاية (بالتركية: Çankaya Üniversitesi)، هي جامعة خاصة في أنقرة بتركيا. تأسست في 9 يوليو 1997 من قبل Sıtkı Alp Education Foundation. بدأت الجامعة التدريس في فصل الخريف 1997. سيتكي ألب (Sıtkı Alp) هو رئيس مجلس الأمناء. اللغة الإنجليزية هي الوسيلة السائدة في التدريس والتعلم والبحث في الجامعة. في عام 2020 حصلت الجامعة في تصنيف الجامعات العالمية (مجلة تايمز للتعليم العالي) على رتبة في فئة أعلى 401-500 جامعة دوليًا، وعلى المرتبة 87 بين جامعات الاقتصاد. كانت هذه هي السنة الأولى التي احتلت فيها الجامعة المرتبة الأولى بين الجامعات الحكومية والخاصة في تركيا.

## روابط خارجية
- الموقع الرسمي